# Philip Merivale

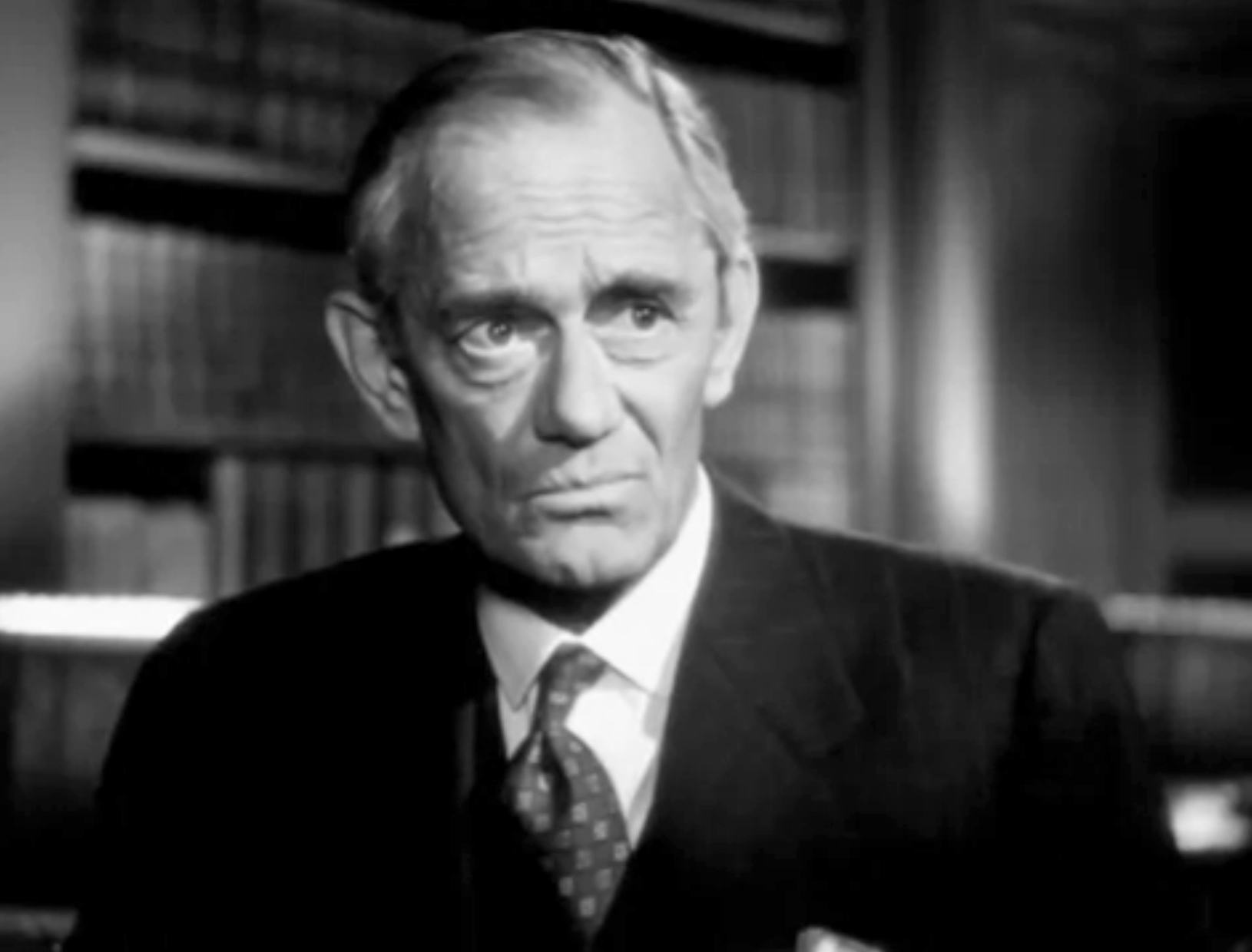
Philip Merivale (1946)

Philip Merivale (* 2. November 1886 in Manickpur, Britisch-Indien; † 12. März 1946 in Los Angeles, Kalifornien) war ein britischer Theaterschauspieler, der erst gegen Ende seines Lebens nach Hollywood kam, wo er häufig Autoritätsfiguren verkörperte.

## Leben
Philip Merivale wurde in Indien als Sohn britischer Eltern geboren. Etwa um 1900 begann er seine Laufbahn als Schauspieler im britischen Theater. Sowohl in London als auch am Broadway war Merivale in jungen Jahren ein populärer Darsteller, welcher Hauptrollen spielte und für den teilweise sogar eigens Stücke geschrieben wurden. Zwischen 1910 und 1944 spielte der schwarzhaarige Schauspieler in über 30 Stücken am Broadway, darunter in mehreren klassischen Shakespeare-Inszenierungen oder in der US-Erstaufführung von George Bernard Shaws Pygmalion. 1934 verstarb seine erste Frau Viva Birkett mit nur 47 Jahren in London, sie hatten vier gemeinsame Kinder. Unter den Kindern war auch der spätere Film- und Fernsehschauspieler John Merivale. 1937 heiratete er die britische Schauspielerin Gladys Cooper, diese Ehe hielt bis zu seinem Tod.
Sowohl Gladys Cooper als auch Philip Merivale waren bis 1940 nur spärlich in Filmen aufgetreten, doch in diesem Jahr zogen sie gemeinsam nach Hollywood. Während seine Frau unter anderem in Rebecca und Fräulein Kitty spielte, war Merivale 1941 als Vater von Gene Raymond in Alfred Hitchcocks Screwball-Komödie Mr. und Mrs. Smith zu sehen. In den folgenden Jahren bis zu seinem Tod verkörperte Merivale vorwiegend würdevolle und meistens gutmütige Autoritätsfiguren. Eine seiner wenigen Schurkenrollen hatte er als machtgieriger Adeliger im Laurel-und-Hardy-Film Die Leibköche seiner Majestät (1944), wo er seinen jugendlichen Neffen – den König – töten will, was aber durch die Tollpatschigkeit des Komikerduos stets misslingt. Kurz vor seinem Tod spielte Merivale in Orson Welles’ Film noir Die Spur des Fremden (1946) einen Richter sowie Vater von Loretta Youngs Hauptfigur.
Noch bevor Die Spur des Fremden und sein letzter Film Schwester Kenny in die Kinos kamen, verstarb Philip Merivale im Alter von 59 Jahren an einer Herzerkrankung.

## Filmografie
- 1914: Trilby
- 1921: Whispering Shadows
- 1936: Give Us This Night
- 1941: Mr. und Mrs. Smith (Mr& Mrs. Smith)
- 1941: Gefährliche Liebe (Rage in Heaven)
- 1941: Pacific Blackout
- 1942: Lady for a Night
- 1942: This Above All
- 1942: Crossroads
- 1943: Auch Henker sterben (Hangmen Also Die!)
- 1943: Dies ist mein Land (This Land Is Mine)
- 1943: Der kleine Engel (The Lost Angel)
- 1944: Die Leibköche seiner Majestät (Nothing But Trouble)
- 1944: The Hour Before the Dawn
- 1945: Mann ohne Herz (Adventure)
- 1945: Tonight and Every Night
- 1946: Die Spur des Fremden (The Stranger)
- 1946: Schwester Kenny (Sister Kenny)